# Wache (Lausitzer Gebirge)

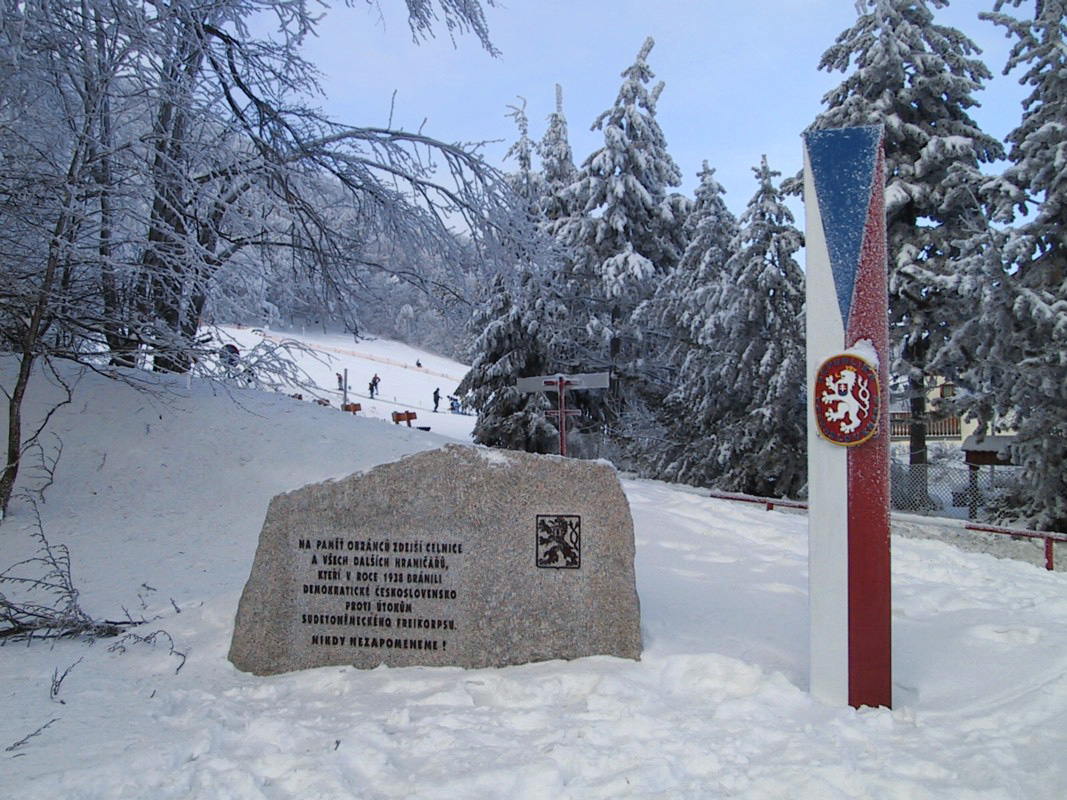
Tschechischer Gedenkstein an der Wache

Die Wache (tschechisch Stráž), 571 m, ist ein Pass im Lausitzer Gebirge (Lužické hory) an der Grenze zwischen Deutschland und Tschechien. Er befindet sich in der Einsattelung zwischen den Bergen Lausche (Luž, 793 m) und Sonneberg (627 m). 

## Geographie
Der Pass befindet sich jeweils etwa 700 m östlich des Gipfels der Lausche bzw. südwestlich des Gipfels des Sonnebergs an der Grenze der Gemarkungen Waltersdorf, Horní Světlá und Dolní Světlá. An der Wache kreuzen sich drei Wege. Der eine führt als Fortsetzung der in der Waltersdorfer Ortslage Sonneberg endenden Dorfstraße weiter nach Dolní Světlá; der andere ist der von Jonsdorf kommende Hohlsteinweg, dessen Verlängerung auf tschechischem Gebiet nach Myslivny führt. Außerdem führt auch der Kammweg zwischen den Rabensteinen / Krkavčí kameny und der Lausche über die Wache. Westlich der Wache erstreckt sich in Tschechien das Naturdenkmal Luž, östlich das Naturdenkmal Brazilka.

## Geschichte
Über den Pass führte seit dem Mittelalter ein Handelsweg zwischen der Oberlausitz und Böhmen. Mehrfach wurde den Kaufleuten von den böhmischen Königen die Benutzung der von Zwickau und Reichstadt über Niederlichtenwalde und Waltersdorf führenden „Plunderstraße“ untersagt und ihnen die Benutzung der Leipaer Straße befohlen. Allerdings benutzte selbst König Matthias II. im September 1600 die „Plunderstraße“, um die Stadt Zittau wegen eines Pestausbruchs weiträumig zu umfahren.
Im Zuge der zum Ausgang des 19. Jahrhunderts einsetzenden touristischen Erschließung des Lausitzer Gebirges entstanden auf deutscher Seite das Hotel Rübezahl und auf böhmischer Seite das Gasthaus Deutsche Wacht, das für gewöhnlich Zur Wache genannt wurde. Außerdem wurde auf böhmischer Seite auch eine Trafik errichtet, neben den legalen Geschäften betrieben deren Inhaber auch Pascherei. Der Straßengrenzübergang an der Wache wurde von zahlreichen Ausflüglern zwischen Sachsen und Böhmen frequentiert. Gegenüber der Deutschen Wacht wurde Mitte der 1920er Jahre ein tschechoslowakisches Zollhaus errichtet. 1929 entstand westlich der Straße nach Nieder Lichtenwalde am Waldrand der Lausche die Baude Neu-Brasilien, die es jedoch wegen ihrer abgelegenen Lage nicht auf die erhoffte Gästezahl brachte. In den Jahren 1937–1938 erfolgte an der Wache der Bau des deutschen Zollamtes. Am 22. September 1938 überfielen Angehörige des Sudetendeutschen Freikorps das tschechoslowakische Zollamt und hielten es bis zum nächsten Tag besetzt. Nach dem Münchner Abkommen verloren beide Zollämter ihre Funktion.
Das tschechoslowakische und das deutsche Zollamt nahmen nach dem Ende des Zweiten Weltkrieges im Mai 1945 ihre Tätigkeit wieder auf, das Gasthaus Deutsche Wacht und die Trafik blieben unbewirtschaftet. In den Jahren 1946 bis 1947 erfolgte über den Grenzübergang an der Wache die Vertreibung der deutschen Bevölkerung aus der Gegend von Česká Lípa, Cvikov und Německé Jablonné. 1947 wurde der Grenzübergang geschlossen. Im Zuge der Errichtung einer mit Stacheldraht verhauenen Grenzzone zur DDR wurden in den 1950er Jahren sämtliche Gebäude auf der böhmischen Seite der Wache gesprengt. Der Stacheldraht und die Grenzsperren wurden nach 1966 wieder beseitigt. Auch nach der politischen Wende in beiden Staaten dauerte es noch einige Zeit, bis die Grenze an der Wache, die zuvor vor allem von deutschen Ausflüglern nach Myslivny illegal überschritten wurde, am 1. März 1996 als Wandergrenzübergang wiedereröffnet wurde. Zuvor war am 16. September 1995 neben der Rübezahlbaude ein Gedenkstein an die Vertreibung der Sudetendeutschen enthüllt worden. Am 20. September 2003 wurde auf der tschechischen Seite der Gedenkstein an die Verteidigung des Grenzzollamtes Wache gegen sudetendeutsche Freischärler enthüllt.
Eine Wiederaufnahme der Straßenverbindung nach Dolní Světlá ist nicht vorgesehen, da diese das Naturdenkmal Brazilka durchqueren würde. 
Die Wache ist heute nur noch auf der deutschen Seite bebaut. Dort befinden sich das Hotel Rübezahlbaude und das ehemalige Zollhaus, das vom Waltersdorfer Unternehmer Peter Landrock als Ferienwohnung Sonneberg touristisch vermarktet wird. Auf der tschechischen Seite sind nur die Kastanien des Biergartens des Gasthauses Deutsche Wacht sowie  Grundmauern der früheren Bebauung erhalten.

## Sehenswürdigkeiten
- Rübezahlbaude
- ehemaliges deutsches Zollamt
- Gedenkstein an die Vertreibung der deutschen Bewohner der Gerichtsbezirke Böhmisch Leipa, Deutsch Gabel und Zwickau; der 1,70 m hohe Sandstein wurde vom Waltersdorfer Steinmetzen Wolfgang Dünnebier gefertigt und 1995 enthüllt.
- Gedenkstein an den Überfall des Sudetendeutschen Freikorps auf das Grenzzollamt Wache: er wurde vom Tschechoslowakischen Legionärsverband Mladá Boleslav mit Unterstützung der militärhistorischen Klubs Bakov nad Jizerou und Česká Lípa geschaffen und 2003 enthüllt.